# 武藤元昭
武藤 元昭（むとう もとあき、1939年 - ）は、日本の国文学者。青山学院大学名誉教授・第15代学長。

## 経歴
1939年、東京生まれ。1964年、京都大学文学部国文科を卒業。1970年、東京大学大学院人文科学研究科国語国文学専門課程博士課程を単位取得退学。
その後は青山学院大学文学部専任講師に着任。1974年に同助教授、1983年に同教授に昇進。2003～2007年、青山学院大学同学長・第15代学長をつとめた。2008年、青山学院大学を定年退任し、名誉教授となった。その後は静岡英和学院大学教授として教鞭をとり、2009年に同学長となった。2014年～2016年、学校法人静岡英和学院理事長・院長。

## 受賞・栄典
- 2018年：秋の叙勲で瑞宝中綬章を受章[1]。

## 研究内容・業績
- 近世国文学を専門とし、なかでも人情本の研究を行っている[2]。

## 著書
- 『古文の重点研究』三省堂 1981
- 『0からわかる古文問題集 高校基礎から大学入試まで』ライオン社 1997
- 『人情本の世界 江戸の「あだ」が紡ぐ恋愛物語』笠間書院 2014

### 校訂・訳
- 十返舎一九『東海道中膝栗毛』校注・訳 ほるぷ出版 日本の文学 古典編 1987
- 為永春水『花名所懐中暦』校訂 太平書屋 人情本選集 1990
- 鼻山人『恐可志』解説校訂 太平書屋 人情本選集 1993
- 『人情本集』校訂 国書刊行会 叢書江戸文庫 1995

## 論文
- Cinii

## 注
1. ↑  “平成30年秋の叙勲 瑞宝中綬章受章者” (PDF).   内閣府. p. 21 (2018年11月). 2019年7月6日時点のオリジナルよりアーカイブ。2023年2月27日閲覧。
2. ↑  『人情本の世界』著者紹介